# Tafilah, Yemen
Tafilah, Yemen este un sat în partea de est a Yemenului. Este situat în Guvernoratul Hadhramaut.  